# Samuel Caballero
Samuel Caballero   (Puerto Lempira, 24 de desembre de 1974) és un exfutbolista hondureny de la dècada de 2000.
Fou 71 cops internacional amb la selecció d'Hondures.
Pel que fa a clubs, destacà a Olimpia, Udinese, Nacional, Defensor Sporting i Chicago Fire.